# Стивенс, Филипп
Филипп Джон Стивенс (англ. Philip John Stephens, 9 октября 1940, Стаффордшир, Западный Бромвич, Великобритания — 31 июля 2012, Лос-Анджелес, штат Калифорния, США) — химик-теоретик, ввёл в практическое применение спектроскопию магнитного кругового дихроизма и колебательного кругового дихроизма. Разработал методики определения кругового дихроизма в широком диапазоне частот с высокой чувствительностью.

## Детство
Филипп Стивенс родился 9 октября 1940 года в деревне Стаффордшир (Западный Бромвич) в семье Франка и Кристин Стивенс. Первым ребёнком в этой семье была Хелен, которой на момент появления Филиппа почти исполнилось пять лет. Отец — Франк — по образованию был химиком, долгое время работал в химической компании, производящей пластики, однако из-за Великой Депрессии компания прекратила свою деятельность, что вынудило Франка занять должность руководителя отдела типографии в Западном Бромвиче. Предки Филиппа по отцовской линии были бакалейщиками, бабушка по материнской линии — учительницей начальных классов.
Несмотря на кажущуюся недостаточную образованность семья Филиппа обладала сильным рабочим духом, что нашло отражение также в характере Филиппа, и была готова предоставить мальчику лучшее образование. Кроме того, все члены семьи активно участвовали в работе Методистской церкви в Западном Бромвиче и обладали склонностью к музыке (отец играл на органе в Методистской часовне, Филипп и Хелен обучались игре на пианино в церкви).
С детства Филипп был увлечённым читателем, умел быстро и качественно находить и усваивать информацию, в начальной школе был отличником, при этом значительно превосходя сверстников в интеллектуальном плане, в результате чего вместо подходящей по возрасту группы мышления третьего года был отправлен в группу мышления седьмого года.
Из увлечений Филиппа в детстве можно также отметить его страсть к футболу. Вместе с отцом и сестрой они являлись ярыми болельщиками команды Западно-Бромвичского Альбиона.
В 1950 году Филипп поступил в школу имени Короля Эдварда VI в Эджбастоне, где все обучение было сведено к поступлению в Оксфорд или Кембридж. В школе Филипп изучал физику, химию, биологию, математику, а также английский, французский, немецкий, латынь, историю, географию, музыку и искусство, причём три последние года обучения он посвятил углублённому изучению химии, физики и математики для сдачи вступительных экзаменов в университет. Как отмечали учителя Филиппа, он был одновременно и невероятно способным, и чрезвычайно оживлённым.
Также в школьные годы Филипп был активным членом скаутского отряда и получал удовольствие не только от учёбы, но и от увлекательных походов.
В выборе специализации при поступлении в университет на Филиппа оказали сильное влияние как глава химического отделения, доктор Бернард Гай, так и глава физического отделения, доктор Гарольд Мэйор. Отец Филиппа всецело разделял его увлечение химией, и в 1958 году, после успешной сдачи вступительных экзаменов, Филипп был зачислен в Церковь Христа для изучения химии начиная с осени 1958.

## Учёба в Оксфорде
В университете Филипп преуспел как в академическом, так и в социальном плане. Он был отличным студентом, а также прекрасным востребованным пианистом-аккомпаниатором. На фоне увлечения музыкой, Филипп познакомился с математиком Энтони Филипом, с которым они вместе выступали, а затем подружились, оставшись друзьями на всю жизнь.
В плане обучения Филиппу предстояли три года лекций, семинаров и практических занятий и год исследовательской деятельности, который должен был завершиться предоставлением дипломной работы. Семинарские занятия по химии Филипп посещал с Джеймсом Бриджем, а преподавателями в то время были химик-теоретик Дэвид Бакенгем, биохимик Пол У. Кент и химик-органик Джереми Ноулз.
В июне 1962 года Филипп представил дипломную работу «Исследования эффекта Штарка и его применение для определения дипольных моментов  молекул, содержащих один ядерный квадруполь», выполненную под руководством Дэвида Бакенгема. Данная работа была вдохновлена монографией «Микроволновая спектроскопия» (Чарльз Хард Таунс и Артур Леонард Шавлов, 1955), и привела Филиппа не только к получению диплома, но и к первой публикации.
Осенью 1962 снова же под руководством Дэвида Бакенгема Филипп приступил к работе над диссертацией, охватывающей две несвязанные темы: изучение высоких химических сдвигов сильнопольных протонов, наблюдаемых в спектрах ядерного магнитного резонанса (ЯМР) атомов водорода, связанных с переходными металлами и развитие теоретического объяснения эффекта Фарадея. Развитие первой темы было вдохновлено Оксфордской лекцией Джозефа Чатта, работа по второй теме была полностью связана попытками теоретической интерпретации спектров магнитной дисперсии оптического вращения (англ. MORD) — такие спектры были получены ранее Б. Бриатом, М. Биллардоном и Дж. Бадозом (Бриат и др, 1963) и описаны В. Е. Шашуа (Шашуа, 1964).
Между 1962 и 1964 Филипп дал полное теоретическое обоснование спектроскопии магнитной дисперсии оптического вращения и спектроскопии магнитного кругового дихроизма (МКД). Однако примитивность оборудования не позволяла широко использовать на практике инновационные методы спектроскопии. Поэтому научный наблюдатель Пол Н. Шац из Университета Вирджинии, которые прибыл для наблюдения за проведением исследований для докторской диссертации Филиппа вместе с Дэвидом Даусом из Университета Южной Калифорнии, дал слово сконструировать прибор для регистрации спектров магнитного кругового дихроизма. В 1967 году в Университете Вирджинии был введён в эксплуатацию первый прибор для регистрации магнитных КД-спектров.

## Начало научной деятельности
Закончив обучение в Оксфорде, Филипп продолжил исследования в области теории поля лигандов и спектроскопии переходных металлов. Ему была предоставлена возможность стажировки в двух лучших лабораториях, работающих по этой тематике: в 1964—1965 в лаборатории Карла Дж. Бальхаузена в Институте Орстед, университет Копенгагена, Дания, и в лаборатории Дональда С. МакКлюра в Институте Джеймса Франка, Чикагский университет, с 1965 по 1967.

### Работа в Копенгагене (1964—1965)
Филипп смог получить спектры МКД из спектров магнитной дисперсии оптического вращения, совместив свои формулы, выведенные в ходе работы над диссертацией, с литературными данными из книг Бальхаузена (1962) и Гриффита (1961), с помощью математического преобразования Крамерса-Кронига. Выполненное Стивенсом отнесение и интерпретация спектра МКД для иона [CoCl4]2- положило начало публикации огромного количества отнесений спектров для соединений схожего строения.
Также в это время был опубликован широко цитируемый обзор «Магнитная оптическая активность» в соавторстве с Дэвидом Бакенгемом.

### Работа в Чикаго (1965—1967)
В Чикаго Филипп присоединился к лаборатории Дона МакКлюра. Лето 1967 года Стивенс провёл в Вирджинии, где поступил в эксплуатацию новый прибор для спектроскопии МКД, обучая команду Шаца теоретическим основам метода. Между 1966 и 1968 было опубликовано 8 работ, показывающих значимость и очерчивающих достоинства МКД как спектроскопического метода.
Со своей трактовкой МКД Филипп выступал на конференции в Колумбии, штат Огайо. Однако активное обсуждение теории Стивенс показало, что она действительна только при условии применимости приближения Борна-Оппенгеймера. В противном случае теория некорректна. Для решения этой проблемы Филипп сформулировал и применил метод моментов для извлечения молекулярных параметров из МКД-спектров.

## Работа в Университете Южной Калифорнии
Осенью 1967 Филипп Стивенс занял должность доцента на химическом факультете Университета Южной Калифорнии. Быстро и точно очертив план исследований, Филипп был удостоен стипендии Альфреда Слоуна и выиграл грант Национального института здравоохранения. Все это должно было обеспечить продуктивную работу в университете в сотрудничестве с Отто Скнеппом, Арье Варшелем и Чарльзом МакКенном.
Что касается ненаучной деятельности, Стивенс являлся деканом химического факультета в течение двух трёхлетних сроков.

### Магнитный круговой дихроизм (МКД)
В 1970 году Филипп опубликовал большую статью, посвящённую полному описанию теории МКД. В сотрудничестве с Джорджем Осборном он начал деятельность по изучению спектров КД ионов, встроенных в кристаллические решетки различных соединений, например, Al2O3 (в продолжение своих исследований в лаборатории МакКлюра).
1972 год стал отправной точкой важного сотрудничества с Уильямом Итоном в Национальном институте здравоохранения. Совместные исследования включали в себя изучение низкоэнергетических переходов в белках гемоглобина. Далее Стивенс начал заниматься также другими металлопротеинами, в частности медьсодержащимии. и белками, имеющими в своём составе железо-серные кластеры. Относительно этой тематики имело место продуктивное сотрудничество Филиппа с Эндрю Томсоном (работа с белками, содержащими железо-серные кластеры), Чарльзом МакКеном из Университета Южной Калифорнии (работа с ферментом нитрогеназой), Барбарой Берджесс из Университета Калифорнии в Ирвине (работа над ферредоксином I из Azotobacter vinelandii.), а также с Арье Воршелем (обобщающая вычислительная работа).

### Колебательный круговой дихроизм (ККД)
В 1973 году началась работа Филиппа над изучением явления колебательного кругового дихроизма, которая сначала велась параллельно исследованиям МКД, а в 1990-х стала основной темой его исследований.
После получения финансирования проекта по исследованию колебательного кругового дихроизма в ближней ИК-области, к Джеку Ченгу в группе Филиппа присоединились ещё Лоуренс А. Нэфи из университета Орегона и Тимоти А. Кейдерлинг из Принстонского университета.
В 1975 Филипп подтвердил сообщение о ККД в C*-H группе чистого жидкого 2,2,2-трифлуорометил-1-фенилэтанола при 2920 cm−1 и опубликовал ККД спектры фундаментальных C-H, O-H и N-H групп в нескольких других хиральных молекулах в жидкой фазе.
Начиная с 1973 года в лаборатории Филиппа в Университете Южной Калифорнии активно велись исследования по усовершенствованию аппаратного обеспечения метода ККД, однако сам Филипп в этих разработках не принимал участия, предпочитая заниматься теоретическим аспектом проблемы и углубляясь в фундаментальные квантово-механические расчёты. Так, Филипп обнаружил, что фактически теоретическое вычисление спектра КД сводится к вычислению электрического и магнитного дипольных моментов для каждого колебательного перехода в молекуле. И в 1985 Филипп получил и опубликовал уравнение, позволяющее выразить колебательную силу КД в пригодном для квантово-химических расчётов виде.
Впоследствии Филипп использовал своё уравнение для расчёта спектров КД в применении к хиральным молекулам. Это позволило спектроскопии колебательного кругового дихроизма стать ключевым инструментом в определении абсолютных конфигураций хиральных центров молекул. Практическая применимость результатов его исследований принесла Филиппу Стивенсу хорошие дивиденды.

## Личная жизнь и семья
Летом 1961 года Филипп в Италии познакомился со своей будущей женой Норой Браунинг. На тот момент она была студенткой и изучала средневековый французский в колледже Рэдклифф, гуманитарном колледже в Кембридже, штат Массачусетс. Стивенс сделал предложение Норе ещё в Италии, в 1962 году она переехала в Оксфорд, и летом того же года они поженились в Западном Бромвиче.
Свою супружескую жизнь они начали осенью 1962 года в коммунальном доме на севере Оксфорда, впоследствии в 1964 году, после получения Филиппом докторской степени, они переехали в Копенгаген. Там Нора начала обучаться медицинским предметам на дому, чтобы иметь возможность поступить в Стэнфордскую медицинскую школу. В 1966 году в Чикаго у Филиппа и Норы родилась дочь Мелани.
Нора трагически погибла в 1973 году, оставив Филиппа и Мелани одних, однако Филипп успешно справлялся как с научной деятельностью, так и с ролью отца. По воспоминаниям Мелани, Филипп был заботливым, но в то же время строгим родителем.
Воспоминания Мелани об отце:

Мой отец очень любил кулинарные эксперименты, и у него был потрясающий набор поваренных книг от его любимого Нью-Йорк Таймс. Он призывал и меня пробовать свои силы в кулинарии, даже когда получалось не так аппетитно, как у него. Он купил для меня небольшой блокнот, в котором я послушно записывала рецепты блюд, которым он меня обучал. Первая запись была о том, как сварить одно яйцо. Я была так взволнована моим новообретенным навыком, что уже на следующее утро встала, чтобы сделать себе яйцо. Я вскипятила воду, опустила туда яйцо и нетерпеливо ждала, когда же оно сварится. Когда мне показалось, что три минуты уже прошли, я достала яйцо из кастрюли и постучала им по тарелке. Вместо идеального яйца всмятку, которое я и ожидала увидеть, я увидела желатиноподобный яичный белок и желток, который просто растекался по тарелке. Когда папа встал, я поделилась с ним результатами своего плачевного эксперимента. Он подбодрил меня и купил мне таймер для варки яиц.
Езда на американских горках с отцом была крайне захватывающим действом. Мы сидели в самом конце поезда, где трясет из стороны в сторону сильнее всего. На первом маленьком спуске, он начинал кричать. Когда поезд набирал скорость, он вскидывал руки в воздух и кричал изо всех сил. Нельзя было не последовать его примеру. Чувствуя себя немного застенчиво, я все же размахивала руками в воздухе, и кричала, и смеялась. В конец поездки, другие пассажиры неизменно оглядывались назад, чтобы увидеть, кто же эти сумасшедшие дети на заднем сидении. Отец всегда отвечал на их удивленные взгляды широкой улыбкой, после чего мы вместе удалялись прочь.
Когда я получила права, то не могла дождаться момента, когда смогу, наконец, одолжить папин автомобиль. Прежде, чем он вручил мне ключи, я должна была показать, что в состоянии самостоятельно поменять резину. Это заняло час времени, но я все же справилась. В дальнейшем я никогда не делала этого самостоятельно, но внутреннее понимание того, что я сделаю это при необходимости, не покидает меня все эти годы.
В 1980 году Филипп познакомился с Анн-Мари Пустис, которая преподавала французский в школе Мелани в Лос-Анджелесе, в 1982 они начали встречаться, а в 1988 поженились. Они были прекрасной красивой и счастливой парой.

## Болезнь и смерть
В возрасте шестидесяти лет у Филиппа начались проблемы с памятью, стало проявляться несвойственное ему поведение. В 2008 году он был избран членом Королевского общества, посещал различные торжества, организованные в его честь, различные заседания и лекции. Однако болезнь Филиппа (деменция) прогрессировала, и последние свои годы Филипп провёл в Лос-Анджелесе под присмотром Анн- Мари и Мелани. Скончался он 31 июля 2012 года от фронтальной височной деменции (диагноз установлен посмертно Центром памяти и старения Университета Южной Калифорнии).
В июле 2012 года вышел учебник Филиппа Стивенса по спектроскопии кругового дихроизма для химиков-органиков (в соавторстве с Фрэнком Дж. Девлином и Джеймсом Р. Чизманом., в марте 2013 года в Университете Южной Калифорнии в честь памяти Стивенса был организован симпозиум «Хиральная оптическая спектроскопия в структурной химии и биологии, теория и эксперимент».

## Личные качества
Филипп был крайне одарён: музыка, математика, теоретическая химия — во всех областях он был действительно выдающимся. Он был проницателен, отбирал в свою лабораторию людей с прекрасными практическими навыками, и сам отлично понимал суть всех проводимых экспериментов, хотя сам в них непосредственного участия не принимал. Он умел обстоятельно и чётко излагать теоретический материал, что делало его лекции предельно точными и ясными.
Количество его публикаций в первичной литературе чуть превышает 200, однако с 2008 его цитируют более 1000 раз в год. Он был уникальным учёным, не желавшим подчиняться «научной моде» и добившимся небывалых результатов: изобретение двух методов анализа, применяющихся в различных областях науки.
Его вклад в науку запечатлён в эпитафии, опубликованном в журнале Университета Южной Калифорнии.

## Награды, звания, приглашения
- 1968 — Стипендия Альфреда П. Слоуна
- 1975 — Приглашённый научный сотрудник, Исследовательская химическая школа, Австралийский Национальный Университет
- 1977 — Творческая стипендия и исследовательская премия, Университет Южной Калифорнии; Приглашённый старший научный сотрудник в Университете Восточной Англии
- 1978 — Приглашённый профессор в Университете Копенгагена
- 1984 — Стипендия Гуггенхайма, Университет Восточной Англии
- 1998 — Приглашённый профессор, Высшая Школа Индустриальной Физики и Химии, Париж, Франция
- 1999 — Приглашённый профессор, Флорентийский Университет
- 2008 — Член Королевского Общества